# トロント＝アルネ・ブレーデセン
 トロント＝アルネ・ブレーデセン（Trond-Arne Bredesen、1967年2月4日 - ）は、ノルウェー、オップラン県グラン出身の元ノルディック複合選手。
1980年代中盤から1990年代にかけて活躍した。

## プロフィール
ノルディックスキージュニア世界選手権では団体で1984年、1985年、1987年に銀メダル、1986年には金メダルを獲得、個人では1987年に銀メダルを獲得した。
1987年ノルディックスキー世界選手権では個人戦3位でゴールしたが、2番目にゴールしたアメリカのケリー・リンチがドーピング違反を犯したため繰り上がって銀メダルを獲得した。団体でも銀メダルを獲得した。
1988年カルガリーオリンピックでは個人11位、団体4位、1989年ノルディックスキー世界選手権では個人銅メダル、団体金メダルを獲得した。1988-1989シーズンのノルディック複合・ワールドカップでは3勝をあげて総合優勝を果たした。
1991年限りで現役を引退。